# 青州之变
青州之變又稱青州事變，發生於南明首位皇帝弘光帝朱由崧在位期間（順治元年）於山東青州所發生的反清民變。

## 背景
吳三桂開門讓清軍進入山海關後，各地民變興起，1644年7月，時任山東巡撫的方大猷上啟本表示山東民眾是因戀眷大順朝免賦稅的利益而以永昌年號為幟起來叛亂

## 過程
趙應元(南明)和楊王休帶兵入城假降後殺掉負責招撫山東的王鰲永。
趙應元表示不願當皇帝因此於十月拱衡王為帝，然而衡王早於七月時透過王鰲勇表示願意歸順清廷。
清廷遣梅勒章京和托及李率泰攻山東和河南。
李士元假計招降趙應元成功，使其餘晚間大擺筵席，席間炮聲忽響清軍攻入，趙楊皆身亡而清廷得平復青州。